# Synaptolaemus cingulatus
Synaptolaemus cingulatus es una especie de peces de la familia Anostomidae en el orden de los Characiformes.

## Hábitat
Vive en zonas de clima tropical.

## Distribución geográfica
Se encuentran en Sudamérica:  cuenca del río Xingu y río Orinoco.